# Umm al-Qaiwain (by)
|  | Denne artikel omhandler byen Umm al-Qaiwain. Artiklen om emiratet Umm al-Qaiwain ligger under navnet Umm al-Qaiwain (emirat) |
Umm al-Qaiwain er en by i Mellemøsten, der er hovedstad i Emiratet Umm al-Qaiwain, som er et af de syv emirater i de Forenede Arabiske Emirater. Umm al-Qaiwain har 44.411(2020) indbyggere.